# Vita Haroldi

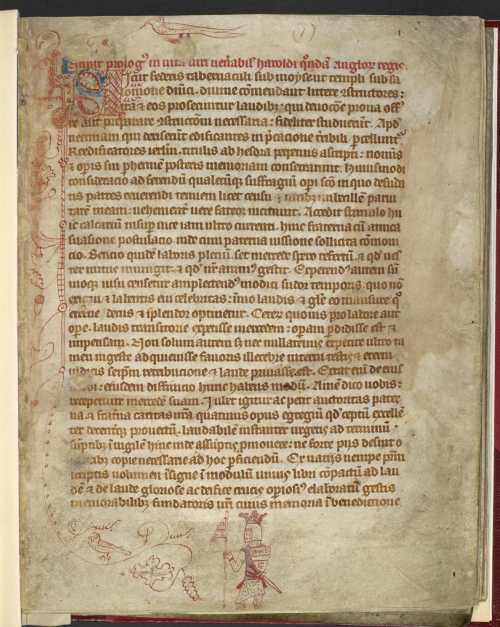
La première page de la seule copie connue de la Vita Haroldi.

La Vita Haroldi est un texte anonyme en latin rédigé vers 1205 qui se présente comme une biographie de Harold Godwinson, dernier roi anglais avant la conquête normande. Elle affirme que le roi a survécu à la bataille d'Hastings et qu'il s'est exilé sur le continent avant de mener une vie d'ermite en Angleterre et au pays de Galles.
Il ne subsiste qu'une seule copie médiévale de la Vita Haroldi. Elle figure dans le manuscrit Harley 3776 de la British Library, produit à l'abbaye de Waltham au XIVe siècle.

## Résumé
La Vita Haroldi commence par un bref récit de la vie de Godwin, le père de Harold Godwinson, qui échappe à une tentative d'assassinat et épouse la sœur du roi de Danemark. Elle fait ensuite le récit des campagnes de Harold contre les Gallois, au cours desquelles il contracte une maladie paralysante qu'aucun médecin ne peut guérir. Il est miraculeusement guéri par la Sainte Croix de Waltham et finance la construction d'une nouvelle église pour accueillir cette relique. Harold devient roi d'Angleterre par la grâce de Dieu et repousse les envahisseurs norvégiens, mais il est vaincu par les Normands.
L'auteur anonyme de la Vita affirme tenir la suite de son récit d'un certain Sebricht, ancien serviteur de Harold devenu pèlerin et ermite. D'après lui, le roi, laissé pour mort par les Normands, est recueilli et soigné par une Sarrasine. Après être resté caché pendant deux ans à Winchester, il quitte l'Angleterre et visite la Saxe et le Danemark, mais ne trouve personne pour soutenir sa cause. Jugeant que Dieu l'a abandonné, il se tourne vers une existence de pèlerin humble et pieuse.
Le texte souligne la piété de Harold et aborde la question du serment qu'il aurait prêté de soutenir les droits de Guillaume le Conquérant sur le trône anglais. L'auteur de la Vita le défend des accusations de parjure portées à son encontre en soulignant que ce serment a été prêté sous la contrainte et que les intérêts du peuple anglais lui imposaient de ne pas le respecter. La victoire de Harold sur les Norvégiens prouve à ses yeux que Dieu l'approuve, de même qu'un autre miracle : le Christ représenté sur la Sainte Croix de Waltham se serait incliné devant Harold.
Après de nombreuses années en exil, Harold rentre en Angleterre et, sous le nom de Chrétien, se fait ermite dans une grotte près de Douvres. Il y reste pendant dix ans, puis se rend au pays de Galles, où il s'efforce de faire le bien malgré l'hostilité des autochtones. Très âgé, il rejoint un ermitage à l'église Saint-Jean-Baptiste (en) de Chester.
L'auteur interrompt ici son récit pour examiner les différentes versions de la mort de Harold. Il reproche à Guillaume de Malmesbury d'avoir affirmé qu'il était mort à Hastings et apprécie qu'Ælred de Rievaulx laisse ouverte la question de sa survie. Il note que les moines de l'abbaye de Waltham se trompent en affirmant que le roi repose dans leur monastère : c'est en réalité le corps d'un autre soldat tombé à Hastings qui y a été inhumé. Son propre frère Gyrth le confirme lorsqu'il rencontre l'abbé de Waltham sous le règne d'Henri II.
La Vita s'achève sur un bref récit des derniers jours de Harold. Celui-ci révèle sa véritable identité à son confesseur avant de mourir.

## Manuscrit
La seule copie connue de la Vita Haroldi figure dans un manuscrit conservé à la British Library sous la cote Harley 3776. Ce manuscrit, rédigé entre 1345 et 1370 environ par un copiste apparemment peu familier avec la langue latine, s'ouvre avec la Vita. Il comprend ensuite plusieurs autres textes, dont certains, comme le De Inventione Crucis de Waltham (« De la Découverte de la croix de Waltham »), ont directement trait à l'abbaye de Waltham et sa relique de la Sainte Croix.
Le manuscrit est conservé à l'abbaye de Waltham jusqu'en 1540. Après la dissolution des monastères, il devient la propriété des ducs de Norfolk, qui le conservent au château de Naworth. Sa présence est attestée en 1720 dans la collection de John Warburton, qui le vend ultérieurement à Humfrey Wanley, le gardien de la bibliothèque du comte d'Oxford Robert Harley. Cette collection Harley est acquise en 1753 par le British Museum.

## Date et auteur
La Vita Haroldi pourrait avoir été rédigée vers 1205. L'identité de son auteur est inconnue. Il pourrait s'agir d'un chanoine de l'abbaye de Waltham, ou bien d'un chanoine en ayant été chassé, puisqu'il contredit le discours de l'abbaye sur la sépulture de Harold, ou encore d'un individu lié à Chester plutôt qu'à Waltham. Le chercheur George McFadden propose en 1952 qu'il s'agisse de l'hagiographe Jocelyn de Furness, une hypothèse qui reste minoritaire.

## Thèmes et genre
La Vita Haroldi présente plusieurs éléments caractéristiques du roman de chevalerie : elle décrit les aventures d'un guerrier courageux bénéficiant de la faveur divine,. Cependant, elle ressemble aussi à bien des égards à une hagiographie, bien qu'elle ne mentionne ni liste de miracles, ni lieu de sépulture. La vie de Harold y est dépeinte d'une manière similaire à celles du Christ : blessé et humilié par des hommes inférieurs, il transcende ces souffrances pour atteindre finalement la rédemption.

## Analogues
Si les événements postérieurs à Hastings que relate la Vita Haroldi sont fantaisistes, ils ne sortent pas tous de l'imagination de son auteur. Plusieurs monarques anglais ou britanniques sont ainsi censés avoir survécu à leur mort présumée, comme Édouard II ou Richard II. Le roi Arthur en est l'exemple le plus emblématique. Deux chroniqueurs du XIIe siècle, Ælred de Rievaulx et Giraud de Barri, rapportent des rumeurs selon lesquelles Harold aurait survécu à Hastings, le second précisant qu'il aurait fini sa vie comme anachorète à Chester. Après la rédaction de la Vita Haroldi, des récits similaires apparaissent dans les écrits des chroniqueurs anglais Gervais de Tilbury, Raoul de Coggeshall (qui affirme que Harold aurait été encore vivant en 1189 !), Ranulf Higdon, John Brompton et Henry Knighton, ainsi que dans deux textes d'origine islandaise, la Játvarðar Saga (en) et la Hemings þáttr Áslákssonar (no),.
Il existe des parallèles entre la Vita Haroldi et d'autres œuvres qui ne concernent pas Harold. Une version latine de la Óláfs saga Tryggvasonar décrit la vie du roi norvégien Olaf Tryggvason après sa mort supposée à la bataille de Svolder d'une manière ressemblant à la Vita Haroldi, sans que l'on puisse dire si son auteur Oddr Snorrason s'en est inspiré ou s'il a puisé à une source commune. Un passage de la Vita raconte comment Godwin, le père de Harold, se rend au Danemark, porteur de messages scellés du roi Knut. En les ouvrant, il découvre qu'il est censé être exécuté à son arrivée au Danemark. Il en modifie le contenu, ce qui lui permet de recevoir un accueil chaleureux et de recevoir la main de la sœur du roi. Cette ruse figure presque à l'identique dans la Geste des Danois de Saxo Grammaticus (ainsi que dans le Hamlet de Shakespeare, qui s'en inspire), ainsi que dans la Hemings þáttr Áslákssonar et dans d'autres récits antiques et orientaux. Des parallèles plus généraux peuvent être dressés entre la Vita et des œuvres de littérature moyen-anglaise, comme le poème Sir Orfeo, histoire d'un roi en exil, ou les romans de chevalerie Guy de Warwick, histoire d'un guerrier devenu pèlerin, puis ermite, et Beuve de Hanstone, où un chevalier anglais reçoit l'assistance d'une Sarrasine. Parmi les vies de saints produites en Angleterre, la Vita et miracula sancti Godrici de Reginald de Durham et la Vita Wulfrici anchoretæ Haselbergiæ de John de Forde sont celles qui présentent le plus de points communs avec la Vita Haroldi. Ces trois textes s'intéressent davantage au développement de la conviction religieuse de leurs sujets plutôt qu'au moment de leur conversion, et on y retrouve l'idée du port de l'armure comme pénitence.

## Postérité
La nouvelle de Rudyard Kipling « The Tree of Justice », parue en 1910 dans le recueil Rewards and Fairies (en), s'inspire de la Vita Haroldi. Elle raconte comment Rahère, le bouffon du roi Henri Ier, conduit devant son maître un vieux pèlerin qui n'est autre que Harold. Celui-ci meurt à l'instant même où son identité est révélée.